# 那須眞由
那須 眞由（なす まゆ、1996年5月6日 - ）は、日本の女子棒高跳選手。

## 経歴
兵庫県明石市出身。明石市立朝霧中学校、明石市立明石商業高等学校、園田学園女子大学を卒業し、RUN JOURNEYを経て、kagotani所属。

## 主な成績
- 日本陸上競技選手権大会 - 2019年、2020年優勝
- 2023年アジア室内陸上競技選手権大会 - 優勝